# Constantin Wesmael
Pour les articles homonymes, voir Wesmael.
Constantin Wesmael est un entomologiste belge, né le 4 octobre 1798 à Bruxelles et décédé le 26 octobre 1872 à Saint-Josse-ten-Noode.
D’origine modeste, il obtient une bourse pour faire des études de droit et, passionné dès l’enfance pour l’histoire naturelle, suit dès qu’il le peut des cours de sciences naturelles. Diplômé en 1826, il enseigne d’abord les humanités à Charleroi avant d’enseigner les sciences, en 1831, à l’Athénée de Bruxelles, puis, enfin en 1836, devient professeur de zoologie générale à l’école vétérinaire et d’agriculture, fonction qu’il conserve jusqu’à se retraite en 1866.
Wesmael se spécialise dans l'étude des ichneumons et des braconides, des hyménoptères parasites. Il fait paraître plusieurs importantes publications, de 1833 à 1867, sur ces animaux. Il donne ses collections de braconides à Alexander Henry Haliday (1806-1870) et celles d’ichneumons au Muséum des sciences naturelles de Belgique. Il exerce une grande influence sur l’entomologie belge, participe à la création de la Société royale belge d’entomologie dont il devient le premier membre honoraire.

## Ouvrages
- Monographie des Braconides de Belgique  : 1835-1838 - 252 p.+ 70 p. + 166 p. - 4 pl.
- Remarques critiques sur diverses espèces d'Ichneumons de la coll. Gravenhorst  : 1859 - 99 p.
- Tentamen dispositionis methodicae Ichneumonum Belgii  : 1844 - 4to - 238 p.